# Rue Vivian-Maier
La rue Vivian‑Maier est une voie nouvelle du 13e arrondissement de Paris située dans le nouveau quartier en cours d'aménagement au sud de la gare d'Austerlitz.

## Situation et accès
La rue Vivian‑Maier fait partie de l'opération d'urbanisme Paris Rive Gauche. Elle débute avenue Pierre-Mendès-France et se termine rue Gisèle-Freund. Elle fait face, de l'autre côté de l'avenue, à la place Augusta-Holmes et à la rue Paul-Klee.
La rue est accessible par les lignes 5 et 10 à la station Gare d'Austerlitz ainsi que par la ligne 6 à la station Quai de la Gare.

## Origine du nom

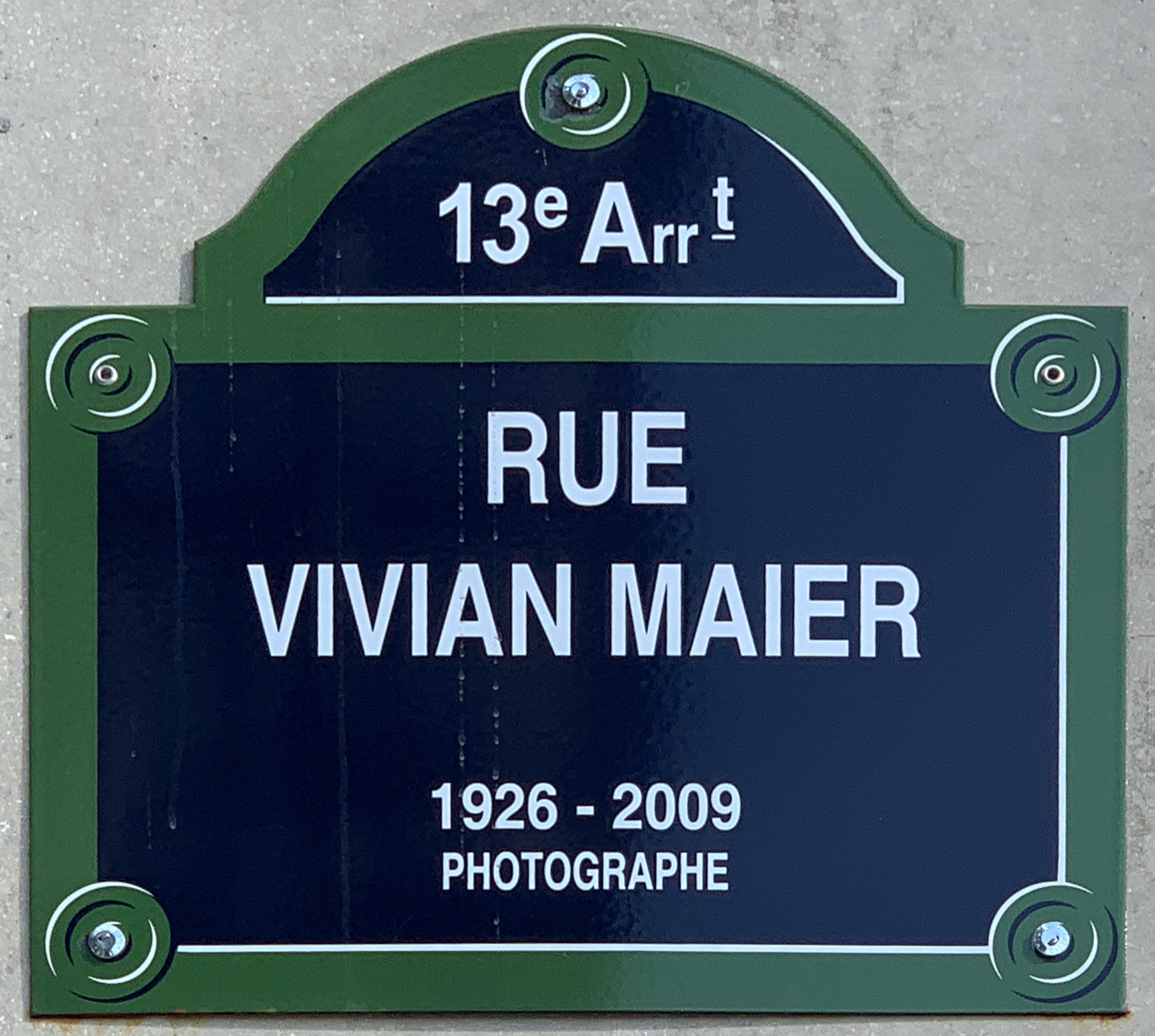
Plaque de la rue.

Elle porte le nom de la photographe franco-américaine Vivian Maier (1926-2009), figure de la photographie de rue, célèbre notamment pour son travail de prises de vues dans les rues de Chicago ou de New York.

## Historique
La voie a été nommée sous le nom provisoire de voie FD/13, avant de prendre sa dénomination actuelle au Conseil du 13e arrondissement et du Conseil de Paris, en 2020, dans le cadre de l'opération d'aménagement Paris Rive Gauche à l'instar des rues David-Bowie, Dorothea-Lange, Gisèle-Freund, Alain-Jacquet, Jacques-Monory et Berenice-Abbott.
Elle est, en 2020, toujours en cours d'aménagement.

## Bâtiments remarquables et lieux de mémoire
- La gare d'Austerlitz